# Arita, Saga

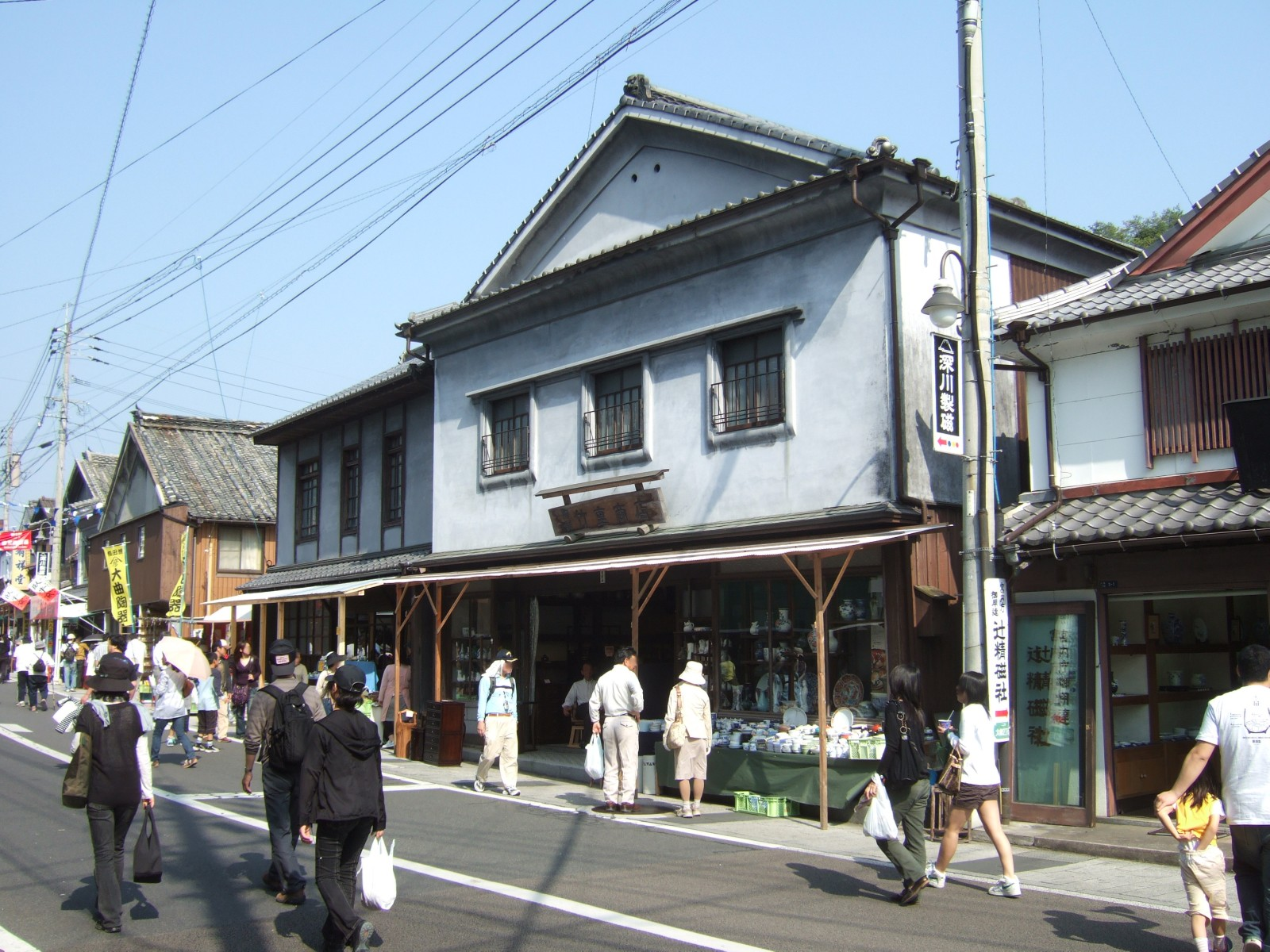
Khu chợ Gốm sứ Arita

Arita (有田町 Arita-chō) là thị trấn thuộc huyện Nishimatsuura, tỉnh Saga, Nhật Bản. Tính đến ngày 1 tháng 10 năm 2020, dân số ước tính thị trấn là 19.010 người và mật độ dân số là 290 người/km2. Tổng diện tích thị trấn là 65,85 km2.